# PLASMA RADIO
『PLASMA RADIO』（プラズマレディオ）とは、InterFM897で放送されていた深夜番組。
前身番組となる『MIDNIGHT VOICE』（ミッドナイトボイス）についても併せて解説する。

## 番組概要
2008年6月30日から放送開始。前週まで放送されていた『MIDNIGHT VOICE』と同じ出演者による番組である。当初放送時間は月曜から木曜までの22時からの30分番組だったが、同年10月からは23時までの1時間番組に拡大。2009年10月には新たに金曜日の放送が開始。放送時間も変更となり、基本的に23時台ではあるが曜日によって30分あるいは1時間とやや変則的になった。2010年4月2日終了。
前身番組を踏襲して、3人のアナウンサーの中から2人が出演する形態を採っていたが、唯一の男性であった高蝶恵介がテレビ東京を退社することになり、2008年11月26日放送をもって番組を降板。以後は前田真理子と前田海嘉のどちらかが一人で番組を進行するワンマン（ワンウーマン）DJスタイルに変更された。また、大竹佐知や秋元玲奈、松丸友紀らといった同僚のアナウンサーがゲスト出演することもある。特に、前田真理子と松丸、秋元は仲が良く、共演する機会が多い。
コーナーとして、テレビ東京アナウンス部の裏側を暴くとして、出演者の秘密を探る「Plasma DEKA（刑事）」や、聴取者と共ネット検索を行う「Plasma Search」、ラジオドラマに挑戦する「Plasma Actor’s School」などがある。
番組中に放送される楽曲については、特に前田海嘉が担当する日は邦楽（J-POP）の比率が高まりつつあった。2010年3月時点での番組基本データは次の通り。

## 出演者
- 前田真理子（主に月・木・金曜）
- 前田海嘉（主に火・水曜）

※以上、テレビ東京アナウンサー。

## 放送時間
- 月曜 23:00 - 24:00
- 火～金曜 23:30 - 24:00

## 前身番組『MIDNIGHT VOICE』
テレビ東京のアナウンサーがレギュラー出演。番組内容は基本的にトークをはさみつつ洋楽をかけていくものであった。本来のテレビ番組の仕事などの事情により必ずしも出演者の3人が揃うわけではなく、このうちの2人で番組を進行することもあった。 
2007年10月1日開始。約9ヵ月後の2008年7月よりTBSラジオ製作の『OTTAVA amoroso』（オッターバアモロッソ）を同時間帯に放送することになったため、同年6月27日に終了した。
ちなみに、『OTTAVA amoroso』はOTTAVA側の編成上の都合により、2009年3月でInterFM897での放送を終了している。

### 出演者
- 前田真理子
- 高蝶恵介（アシスタント）
- 前田海嘉（同上）
以上、テレビ東京アナウンサー

### 放送時間
- 月曜 - 金曜　24:00 - 26:00